# 씨큐브 (기업)
씨큐브(CQV)는 대한민국의 화장품 원료를 생산하는 기업이다. 본사는 충북 진천군 진천읍 성중로 144 씨큐브 주식회사에 위치해 있다. 대표이사는 임광수이다.

## 지배구조
대주주가 중국계 안료회사인 스타치얼코퍼레이션(STAR CHEER CORPORATION LIMITED)
으로 홍콩 증시에 상장됀 글로벌신소재인터내셔널홀딩스(Global New Material International Holdings Ltd)의 100% 자회사인 체시르인터내셔널홀딩스(Chesir International Holdings Limited)의 100% 자회사다.

## 참고 문헌
1. ↑  한국IR협의회 기술분석보고서-씨큐브, 2018-11-22
2. ↑  한국IR협의회 기술분석보고서-씨큐브, 2024-04-04
3. ↑  한국IR협의회 기술분석보고서-씨큐브, 2022-01-20
4. ↑  한국IR협의회 기술분석보고서-씨큐브, 2020-11-19
5. ↑  씨큐브, 중국계 안료회사에 넘어가...주가는 급락 스마트투데이 2023-01-30